# Cirrhipathes gardineri
Cirrhipathes gardineri är en korallart som beskrevs av Cooper 1903. Cirrhipathes gardineri ingår i släktet Cirrhipathes och familjen Antipathidae.
Artens utbredningsområde är Indiska oceanen. Inga underarter finns listade i Catalogue of Life.